# Johannes Dirk Bloemen
Johannes Dirk Bloemen (Amsterdam, 26 mei 1864 - Alkmaar, 15 maart 1939) was een Nederlands zwemmer.
Bloemen vertegenwoordigde Nederland eenmaal bij de Olympische Spelen: Parijs 1900. In de hoofdstad van Frankrijk kwam Bloemen uit op de 200 meter rugslag. Hij tikte aan als vierde in een tijd van 3.02,2. Bloemen was in Parijs een van de vier zwemmers, die Nederland vertegenwoordigde bij de tweede (moderne) Olympische Spelen uit de geschiedenis. De anderen waren Johannes Drost (eveneens 200 meter rugslag), Herman de By (200 meter vrije slag) en Eduard Meijer (vier kilometer vrije slag).
Hij was (ere-)lid van zwemvereniging De Amsterdamsche Zwemclub 1870. Van beroep was hij fabrikant.
Bloemen overleed op 15 maart 1939 in Alkmaar op 74-jarige leeftijd. 